# Pictilabrus
 Pictilabrus  es un género de peces de la familia de los Labridae y del orden de los Perciformes.

## Especies
De acuerdo con FishBase:
- Pictilabrus brauni  Hutchins y Morrison, 1996 [3]
- Pictilabrus laticlavius  (Richardson, 1840) [4]
- Pictilabrus viridis  Russell, 1988[4]